# أودري غياكوميني
أودري غياكوميني (بالفرنسية: Audrey Giacomini) (من مواليد 20 يناير 1986) ممثلة وعارضة أزياء فرنسية، من أصل فيتنامي على جانب جدها الأم الذي كان نصف الفيتنامية ونصف بريتون. اشتهرت بلعب دور جان في سنوات المراهقة في فيلم السيد لا أحد (2009). ظهورها في فيلم 2047: الثورة الافتراضية (2016) ، كما لعبت ليزا في أغنية بولارويد (2012).

## فيلموغرافيا

### التلفزيون

#### مسلسلات تلفزيوني
- 2009: والدي ينام في العلية: في دور آشلي (الموسم 1)[3]
- 2009: الفرصة الثانية ، في دور كيميكو ماتسورو (الحلقات: 146 ، 148 إلى 151 ، 153 ، 159 و 160)
- 2009: عائلة مضحكة ! (سابقا ماماس منفردا) لستيفان كلافيير
- 2010: أفلاطوني بدقة: في دور ليلى
- 2010: جولي ليسكوت: في دور المضيفة كلاين إكسبريس
- 2012: اليوم الذي تغير فيه كل شيء: في دور جيد (الحلقة B127 ابنتي هي لص وكاذب!)
- 2017: كيم كونغ: يو يو

#### أفلام تلفزيونية
- 2009 : الخلد 2 من إخراج فينشنزو مارانو:في دور  لوسي
- 2010 : زوجتي وابنتي وطفلان من إخراج باتريك فويسون: في دور يشم
- 2011 : سايغون، صيف لدينا عشرين عاماً من إخراج فيليب فينولت: في دور فونج

## روابط خارجية
- أودري غياكوميني على موقع IMDb (الإنجليزية)
- أودري غياكوميني على موقع ألو سيني (الفرنسية)
- أودري غياكوميني على موقع أول موفي (الإنجليزية)
- أودري غياكوميني على موقع قاعدة بيانات الأفلام السويدية (السويدية)
- أودري غياكوميني على موقع قاعدة بيانات الفيلم (الإنجليزية)
- أودري غياكوميني على موقع كينوبويسك (الروسية)

- أودري غياكوميني في قاعدة بيانات الأفلام على الإنترنت
- أودري غياكوميني على إنستغرام